# Tuky ve výživě člověka
Tuky v lidské výživě patří k nejvydatnějšímu zdroji a zásobárně energie v potravě, tvoří stavební složku buněk. Mohly sehrát důležitou roli u evoluce člověka. Dále nás chrání před úniky tepla, umožňují vstřebávání vitamínů, a z tuků (cholesterolu) se tvoří některé hormony. Tuky jsou velmi diskutovanou součástí potravy. V současné době tvoří v našich podmínkách 30–40 % denního příjmu energie (měl by být 25–30 %). Doporučený denní příjem tuků je 70–100 g“ Energetická hodnota 1 g tuku je přibližně 38 kJ. Tuky jsou dvojího původu stejně jako u bílkovin – živočišné a rostlinné. Ve stravě se tuky nazývají triglyceridy, obsahují jednu molekulu glycerolu a tři mastné kyseliny. Podle mastných kyselin se tuky rozdělují:

## Podle typu vazby mezi atomy uhlíku
- Nasycené mastné kyseliny bez dvojné vazby mezi atomy uhlíků (živočišné tuky, rostlinné tuky – palmový olej a kokosový olej).
- Nenasycené mastné kyseliny s jednou nebo více dvojnými vazbami mezi uhlíky (zejména olivový olej a řepkový olej, rybí tuk).

## Podle délky uhlíkového řetězce (mohou obsahovat 4–20 atomů uhlíku)
- MK s krátkým řetězcem – SCT (short chain triglycerides) mají 4–8 uhlíků (zejména v mléčném tuku).
- MK se střední délkou řetězce – MCT (medium chain triglycerides) s 8–12 uhlíky (mléčný tuk, kokosový a palmový olej).
- MK s dlouhým řetězcem – LCT (long chain triglycerides) mají vice než 12 uhlíků (oleje i živočišný tuk).

## Podle typu geometrické izometrie
- Cis konfigurace dvojné vazby – vodíky u uhlíků, mezi kterými je dvojná vazba, jsou na téže straně molekuly (je v přirozeně se vyskytujících tucích).
- Trans konfigurace dvojné vazby – atomy vodíků, mezi kterými je dvojná vazba, jsou každý na opačné straně řetězce (v mase, mléce, másle, výrobcích z pekařských či cukrářských margarínů).[3]

## Důležité
Nasycené mastné kyseliny se nalézají zejména v tucích živočišného původu (př. máslo, sádlo, mléko, žloutek), u rostlin je najdeme jen v palmovém a kokosovém oleji. Jejich zvýšená konzumace vede k srdečně-cévnímu onemocnění. Nenasycené mastné kyseliny ještě dělíme na mononenasycené a polynenasycené. Do polynenasycených mastných kyselin, řadíme esenciální mastné kyseliny. Ty jsou specifické v tom, že si je tělo nedokáže samo vyrobit, tím pádem jsme odkázáni na příjem z potravy. Bohatým zdrojem těchto látek jsou ořechy, ryby, rostlinné oleje. Poměr nasycených, mononenasycených a polynenasycených tuků by měl být 1 : 1 : 1.
Délka uhlíkové řetězce u mastných kyselin hraje roli v rychlosti resorpce. Mastné kyseliny s krátkým a středním řetězcem se rychleji vstřebávají, protože vstupují přímo portální krví do jater. Naopak mastné kyseliny s dlouhým řetězcem se vstřebávají lymfatickými cévami do krve a pak do jater, trvá to déle. 
Dvojná vazba má dva typy uspořádání, cis a trans. Uspořádání cis se vyskytuje běžně, proto se neuvádí. Trans se vyskytuje převážně v živočišných tucích, dají se vyrobit i umělou cestou, výsledkem jsou ztužené tuky. Ty jsou použity na výrobu pekařských a cukrářských produktů (sušenky, oplatky, polevy, koblihy, atd.). Trans mastné kyseliny ve stravě se považují se za nejškodlivější tuky, neboť zvyšují LDL cholesterol v krvi a naopak HDL cholesterol snižují, tímto přispívají ke vzniku kardiovaskulárního onemocnění. Světová zdravotnická organizace (WHO) v roce 2003 doporučila, aby příjem TFA ze stravy nepřekročil 1 % celkového energetického příjmu.
Za zdravotně prospěšné tuky se považují – většina rostlinných olejů, rybí tuk a ořechy. Tučná masa, paštiky, uzeniny, sýry, chipsy, sladkosti, sušenky, trvanlivé pečivo to je výčet potravin, které by se měly v našem jídelníčku vyskytovat jen zřídka, protože obsahují velké množství nasycených mastných kyselin. Ovšem současná metaanalýza ukazuje, že nenasycené ani nasycené tuky zdraví neškodí, ale ani mu neprospívají.